# Avraham Stupp
Avraham Stupp (hebrejsky: אברהם סטופ, žil 1897 – 26. září 1968) byl sionistický aktivista, izraelský politik a poslanec Knesetu za stranu Všeobecní sionisté.

## Biografie
Narodil se ve městě Tłuste v Haliči v tehdejším Rakousku-Uhersku (pak Polsko, dnes Ukrajina). Vystudoval ješivu, střední školu a historii a filozofii na univerzitě v Polsku, kde získal roku 1932 doktorát. V roce 1939 přesídlil do dnešního Izraele.

## Politická dráha
V mládí se zapojil do činnosti sionistických studentských organizací. Patřil mezi předáky sionistů ve východní Haliči, spoluzakládal regionální mládežnické sionistické hnutí Achva a po mnoho let vydával noviny v jazyce jidiš. Předsedal organizaci he-Chaluc v Polsku a byl členem světového a národního vedení Všeobecných sionistů. V době vzniku státu Izrael byl náhradníkem v Prozatímní státní radě.
V izraelském parlamentu zasedl po volbách v roce 1951, kdy kandidoval za Všeobecné sionisty. Byl členem parlamentního finančního výboru, výboru práce a výboru House Committee.